# Мещеряков, Иван Егорович
Иван Егорович Мещеряко́в (1923—2005) — участник Великой Отечественной войны, полный кавалер ордена Славы.

## Биография
Родился 1 января 1923 года в селе Чегеле́к Ак-Мечетского района Евпаторийского уезда Советской республики Крым (ныне село Кузнецкое Черноморского района), в семье крестьян Егора Никитовича и Пелагеи Саввичны. Затем его семья переехала в деревню Яшлек (село Внуково) того же района. Окончил четыре класса начальной школы в соседней деревне Кизил-Чонрав (село Красная Поляна). С одиннадцати лет стал работать в своём совхозе. Сначала ездовым, затем разнорабочим, а в 1939 году — прицепщиком на тракторе.

### На фронтах Великой Отечественной войны
Ак-Мечетским районным военным комиссариатом 17 августа 1941 года призван в ряды Красной Армии. Службу начал в 156-й стрелковой дивизии 51-й отдельной армии, был назначен посыльным в штабе дивизии. Принимал участие в обороне Крыма. В ноябре 1941 года попал в плен. Находился в лагере для военнопленных под Симферополем. В начале 1942 года, воспользовавшись невнимательностью часовых, прополз под колючей проволокой и совершил побег. Добрался до дома и двадцать пять месяцев прятался в селе за огородами в заброшенной землянке.
После освобождения Черноморского района советскими войсками, 17 апреля 1944 года Иван Егорович был направлен на службу в 550-й стрелковый полк 126-й стрелковой дивизии 51-й армии в составе 4-го Украинского фронта. Вскоре дивизию перебросили в Прибалтику, и она вошла в состав 54-го стрелкового корпуса 2-й гвардейской армии 1-го Прибалтийского фронта. С августа 1944 пулемётчик 550-го стрелкового полка Иван Мещеряков начал принимать участие в боевых действиях на завершающем этапе Белорусской наступательной операции. В одном из боёв около населённого пункта Садайцы, юго-западнее города Шяуляй, 19 августа 1944 года во время отражения немецкой контратаки уничтожил 19 солдат противника. Несмотря на полученное при этом осколочное ранение в левую ногу, он оставался в строю до полного отражения атаки. За проявленные доблесть и мужество приказом 126-й стрелковой дивизии № 035/н от 5.09.1944 г. красноармеец Мещеряков Иван Егорович был награждён орденом Славы 3-й степени.
Стрелок-пулемётчик 550-го стрелкового полка той же дивизии и корпуса, но уже в составе 43-й армии 3-го Белорусского фронта, Иван Егорович Мещеряков снова отличился во время Восточно-Прусской наступательной операции. 1 февраля 1945 года к юго-западу от города Нойкурен (ныне город Пионерский, Калининградской области) во время боя за населённый пункт Гоитенен он лично застрелил четырёх немецких солдат. 2 февраля во время боя за посёлок Иаугенен при отражении вражеской контратаки уничтожил 7 солдат противника. 3 февраля в населённом пункте Зортенен, первым ворвавшись в оборонительный пункт, гранатами и огнём из автомата уничтожил пятерых вражеских солдат. За выполнение боевых заданий командования приказом войскам 43-й армии № 033/н от 18.02.1945 года красноармеец Иван Егорович Мещеряков был представлен к ордену Славы 2-й степени. Вскоре его перевели в другую воинскую часть. Об этой награде он узнал только через 46 лет.
Участвовать в штурме города-крепости Кёнигсберга ефрейтору Ивану Егоровичу пришлось в качестве наводчика пулемёта РПД 87-го Карельского краснознамённого стрелкового полка 26-й стрелковой дивизии 90-го стрелкового корпуса 43-й армии 3-го Белорусского фронта. 6 апреля 1945 года во время боя за деревню Гросс-Фридрихсберг (ныне поселение находится в черте Калининграда), заменив выбывшего командира отделения, одним из первых он ворвался в деревню и лично уничтожил 10 солдат Вермахта, а ещё трёх его отделение взяло в плен. 9 апреля 1945 года в бою под Модиттеном (ныне территория в составе Калининграда), отбивая контратаки противника, его отделением было уничтожено до 15 вражеских солдат, а он лично подбил гранатой танк противника. В этом бою получил тяжёлое ранение. Приказом по войскам 43-й армии № 0134 от 30.04.1945 года ефрейтор Иван Егорович Мещеряков был награждён орденом Славы 2-й степени. Повторное награждение орденом было связано с тем, что после перевода в новую воинскую часть в личной карточке ещё не было сведений о прежней награде. 6 мая 1991 года награда нашла своего героя и Указом Президиума Верховного Совета СССР его перенаградили орденом Славы 1-й степени. Проходил лечение в госпитале города Пинска. После выписки, в январе 1946 был направлен для дальнейшей службы в 150-й стрелковый гвардейский полк. Вскоре был отправлен на долечивание в госпиталь города Бреста. После выписки, в ноябре 1946 направлен в пулемётную роту того же гвардейского полка. Демобилизовался в апреле 1947 года.

### После войны
После демобилизации вернулся в Крым в родной Черноморский район. Жил в селе Внуково, потом в Громово. Работал в совхозе сначала на ферме, затем механизатором. В 1958 году переехал в Евпаторию. Работал в различных организациях города: в школе сельских механизаторов, в рыболовецком колхозе, на мясокомбинате, водителем электрокара на Евпаторийской базе облпотребсоюза. Являлся членом городского Совета ветеранов войны и труда. Умер в 2005 году 15 января. Похоронен в Евпатории.

### Память
На улице Перовской дома 96 (в 2006 году), где жил Иван Егорович и на здании милиции, на улице Матвеева дома номер 2 (в 2012 году), установлены мемориальные доски.

## Награды
- Орден Отечественной войны I степени (6 апреля 1985)[5];
- ордена Славы:

орден Славы 1-й степени (6 мая 1991 — № 1983);
орден Славы 2-й степени (30 апреля 1945 — № 45488);
орден Славы 2-й степени (18 февраля 1945); перенаграждён в 1991;
орден Славы 3-й степени (5 сентября 1944 — № 463185);
- Звезда «За мужество» (Украина) (14 октября 1999)[6];
- ряд медалей;
- юбилейная грамота в честь 55-й годовщины Победы в Великой Отечественной войне 1941—1945 гг.[7];
- почётный гражданин города Евпатории (Решение Евпаторийского городского совета № 24-8/5 от 19 марта 2003)[8].